# Парламентские выборы в Сальвадоре (1956)
Парламентские выборы в Сальвадоре проходили 15 мая 1956 года. Революционная партия демократической унификации получила все 54 места парламента.

## Результаты
| Партия                                          | Голоса  | %    | Места | +/-   |
| ----------------------------------------------- | ------- | ---- | ----- | ----- |
| Революционная партия демократической унификации | 552 000 | 94,4 | 54    | 0     |
| Партия национального действия                   | 33 000  | 5,6  | 0     | новая |
| Недействительных/пустых бюллетеней              |         | -    | -     | -     |
| Всего                                           | 585 000 | 100  | 54    | 0     |
| Источник: Nohlen                                |         |      |       |       |